# Hans Hvenegaard
Hans Hvenegaard (2. januar 1877 på Nebbegård – 25. juli 1939 i Bad Nauheim) var en dansk kunsthandler og kunstforlægger. 
Hans Hvenegaard var proprietærsøn. Han blev født på Nebbegård i Gårslev Sogn, mellem Fredericia og Vejle, men medens broderen Vincent Hvenegaard blev forpagter på Frederiksgave, kom Hans Hvenegaard i boghandlerlære hos Schønemann i Nyborg. Efter endt læretid rejste han til udlandet nogle år, England, Frankrig og Tyskland, og traf en ung nordmand, den senere kunsthandler A.C. Mohr.
Da de vendte hjem til København, fik de begge ansættelse hos V. Tryde på Østergade, der dengang drev en stor kunsthandel med kobberstik og reproduktioner efter klassiske kunstværker. Det blev indgangen til Hvenegaards kunsthandlervirksomhed.
I 1904 købte Mohr og Hvenegaard den grafiske afdeling i Winkel & Magnussens kunsthandel. Både som kunsthandler og kunstforlægger udførte Hvenegaard et energisk arbejde. Han var i 1909 udgiver af Vilhelm Wanschers og Carl S. Petersens kunstblad og udsendte talrige mapper med reproduktioner af Vilhelm Hammershøis og Kristian Zahrtmanns arbejder. Disse fotogravure-reproduktioner var dengang lige så yndede som Carl Blochs og Hans Nicolai Hansens raderinger.
I 1914 trak Mohr sig tilbage og Hvenegaard førte forretningen videre alene. Først i 1926 overtog han sammen med kunsthandler Kai Grunth hele Winkel & Magnussens kunsthandel. Kai Grunth, der have været prokurist i firmaet siden 1921, var den, der startede auktionsvirksomheden med vekselerer Johannes Henriques' fine malerisamling. Senere fulgte auktionerne efter den skandaliserede Emil Glückstadt, og efterhånden blev auktionerne den dominerende del af virksomheden.
Hvenegaard så klart, at de nye prioriteringer var de rigtige. Kunsthandlen med reproduktioner tilhørte en svunden tid, og han specialiserede sig derfor i de meget fine og sjældne kobberstik. Hvenegaard havde en stor andel i Fenger-auktionernes succes, ligeså i O.D. Rosenørn-Lehns og Ranchs auktioner.
De voldsomme prisstigninger på kunst fulgte han med levende interesse, selv om tempoet var hans stille og forsigtige natur noget fremmed. 1. verdenskrig var kunsthandlens glansperiode. I disse år rejste Hvenegaard hyppigt til England og købte ind af kobberstik. Det var ikke ufarlige rejser. Nordsøen var fyldt med miner, og på et tidspunkt blev Hvenegaard sågar arresteret som spion, men vendte dog hver gang hjem med kasser fulde af grafik.
Forretningen optog Hvenegaards liv helt og holdent. Han var ikke selv samler, men inviterede gerne kunstnere hjem til sin villa i Gentofte. Hans hustru Agnes, født Meyland Jessen, der i sin tid havde en vellykket debut som sangerinde på Det Kongelige Teater, førte også mange musikfolk til hjemmet.
Kunsthandler Hvenegaard var i sine sidste år en syg mand og døde af et hjerteslag under et kurophold i Bad Nauheim. Af karakter var han flittig, men også noget indesluttet.